# Pachypodium lealii
Pachypodium lealii, conocido comúnmente como árbol botella debido a su grueso tronco con forma abombada, es una especie de planta suculenta perteneciente al género Pachypodium, dentro de la familia Apocynaceae. Se distribuye desde el suroeste de Angola hasta el noroeste y el norte del centro de Namibia. 

## Descripción

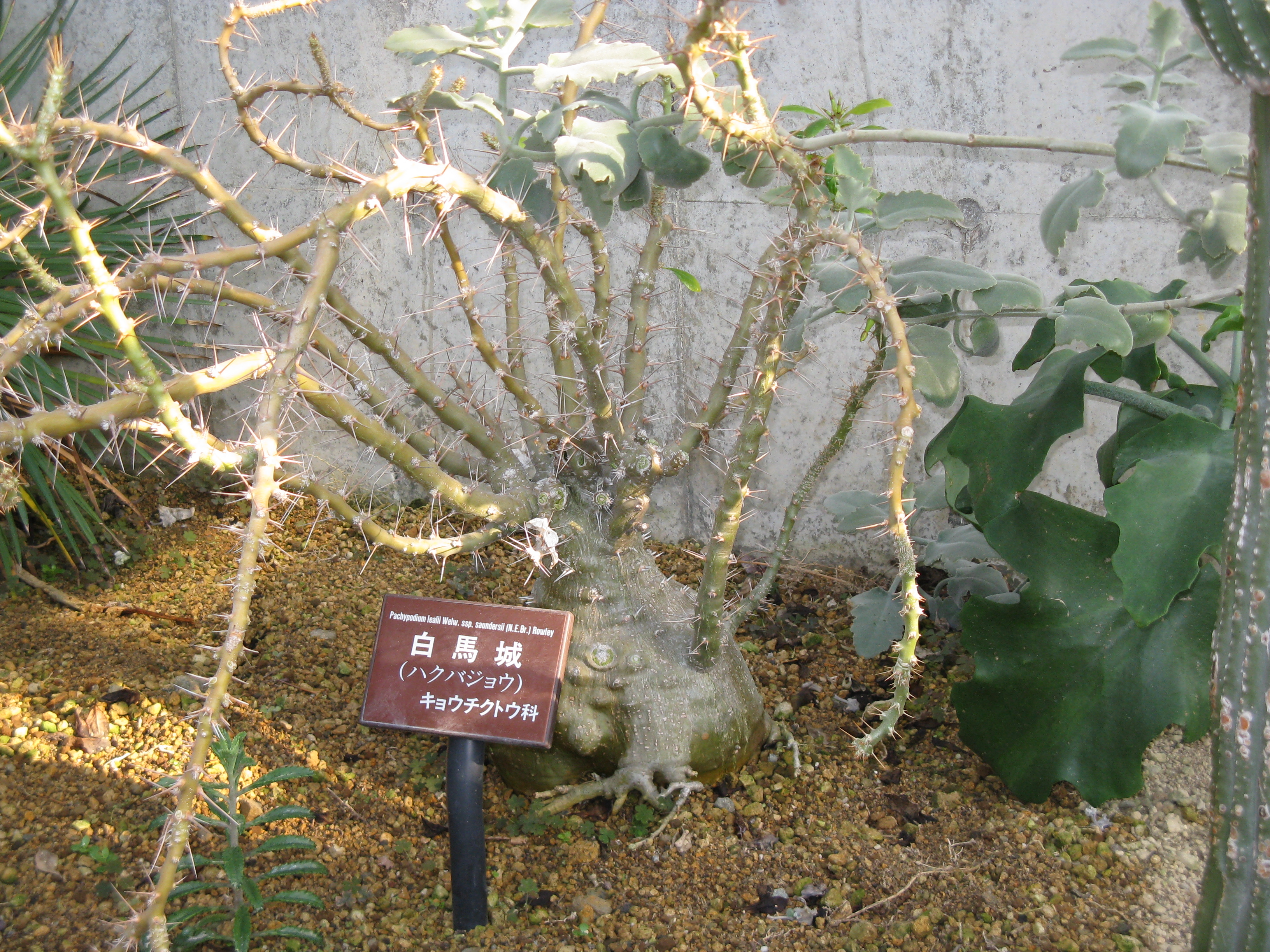
Vista de la planta

Pachypodium lealii es un arbusto suculento que puede alcanzar los 6 metros de altura, de tronco abombado característico con forma de botella, casi sin ramas hasta el extremo. Las ramas son pocas y cubiertas por escasas espinas de hasta 30 cm de longitud. 

Las hojas son oblongas y están cubiertas de pelos cortos en haz y envés. Las flores son blancas, características de la familia Apocynaceae y surgen en ramilletes en el extremo de las ramas. La floración se presentan en primavera cuando el árbol está aún sin hojas.

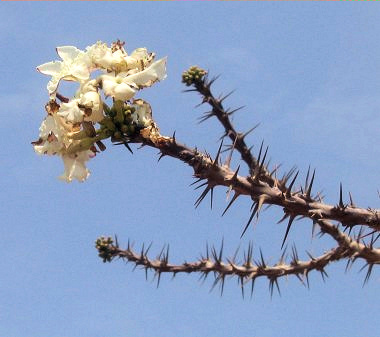
Detalle de la floración

## Distribución y hábitat
El árbol botella es una especie endémica de Namibia y el sur de Angola donde se desarrolla en zonas semiáridas de colinas rocosas. Se encuentra frecuentemente en la meseta Etendeka al noreste de Namibia en zona de basaltos.

## Taxonomía
Pachypodium lealii fue descrita por el botánico austriaco Friedrich Welwitsch y publicada por primera vez en la revista científica Transactions of the Linnean Society of London 27: 45. en 1869.
Etimología
- Pachypodium: nombre genérico que proviene de la combinación de dos términos del griego antiguo: pachys (que significa 'grueso') y podium (que significa 'pie' o 'base'), haciendo referencia a la característica morfología de muchas especies del género, que suelen tener troncos o tallos robustos y suculentos.
- lealii: epíteto específico otorgado en honor al geólogo portugués del siglo XIX Fernando da Costa Leal, que lo describió durante una exploración en el sur de Angola.[2]

## Estado de conservación
En la Lista Roja de Especies Amenazadas de la UICN, la especie está clasificada como “Vulnerable (VU)”.

## Usos
Pachypodium lealii se cultiva principalmente como planta ornamental.
Además esta planta produce látex acuoso rico en alcaloides tóxicos que se utiliza por la población local como veneno para la punta de las flechas. En contacto con los ojos puede producir ceguera.